# Parque de Nara

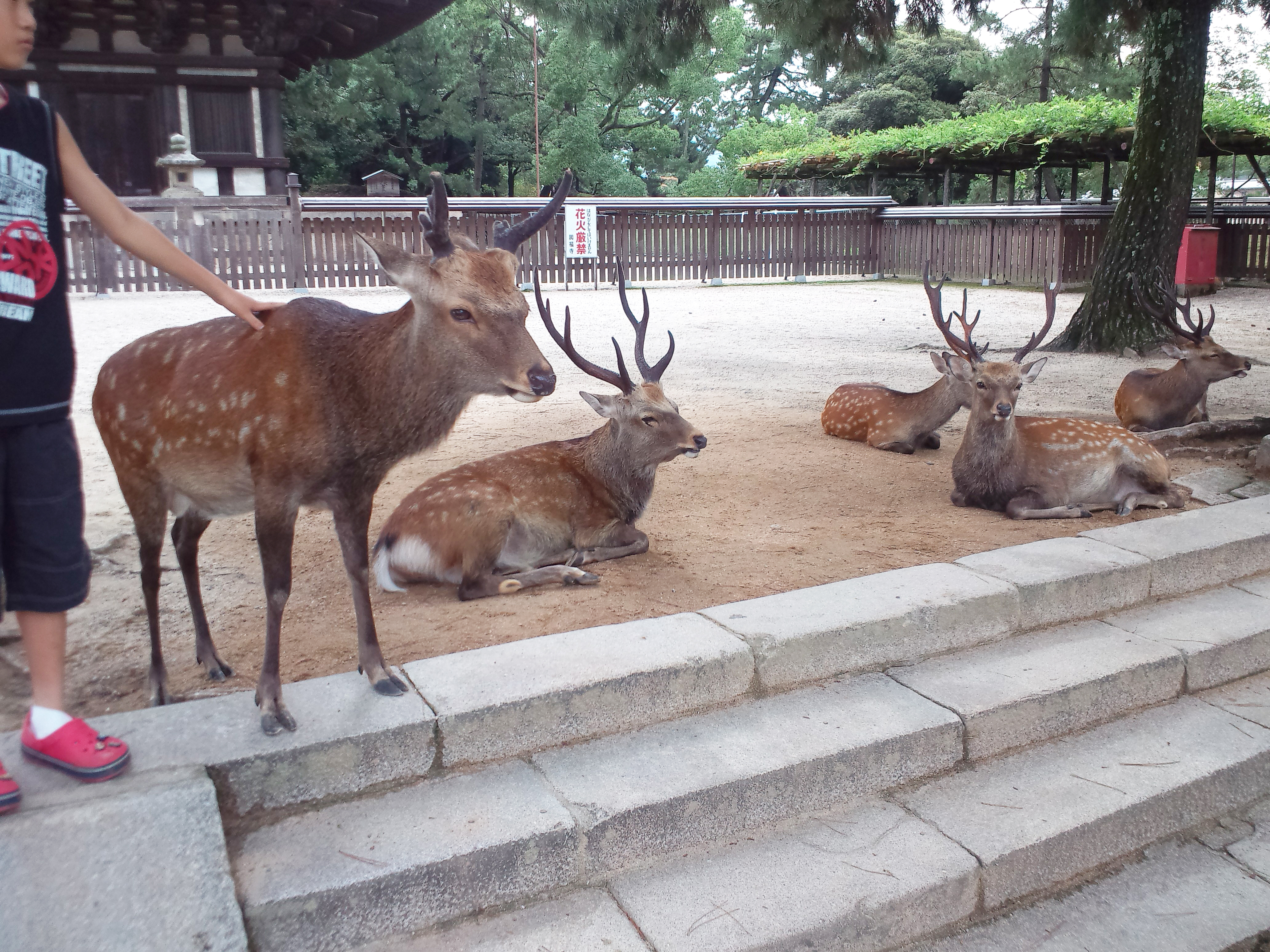
Cervo shika no Parque de Nara

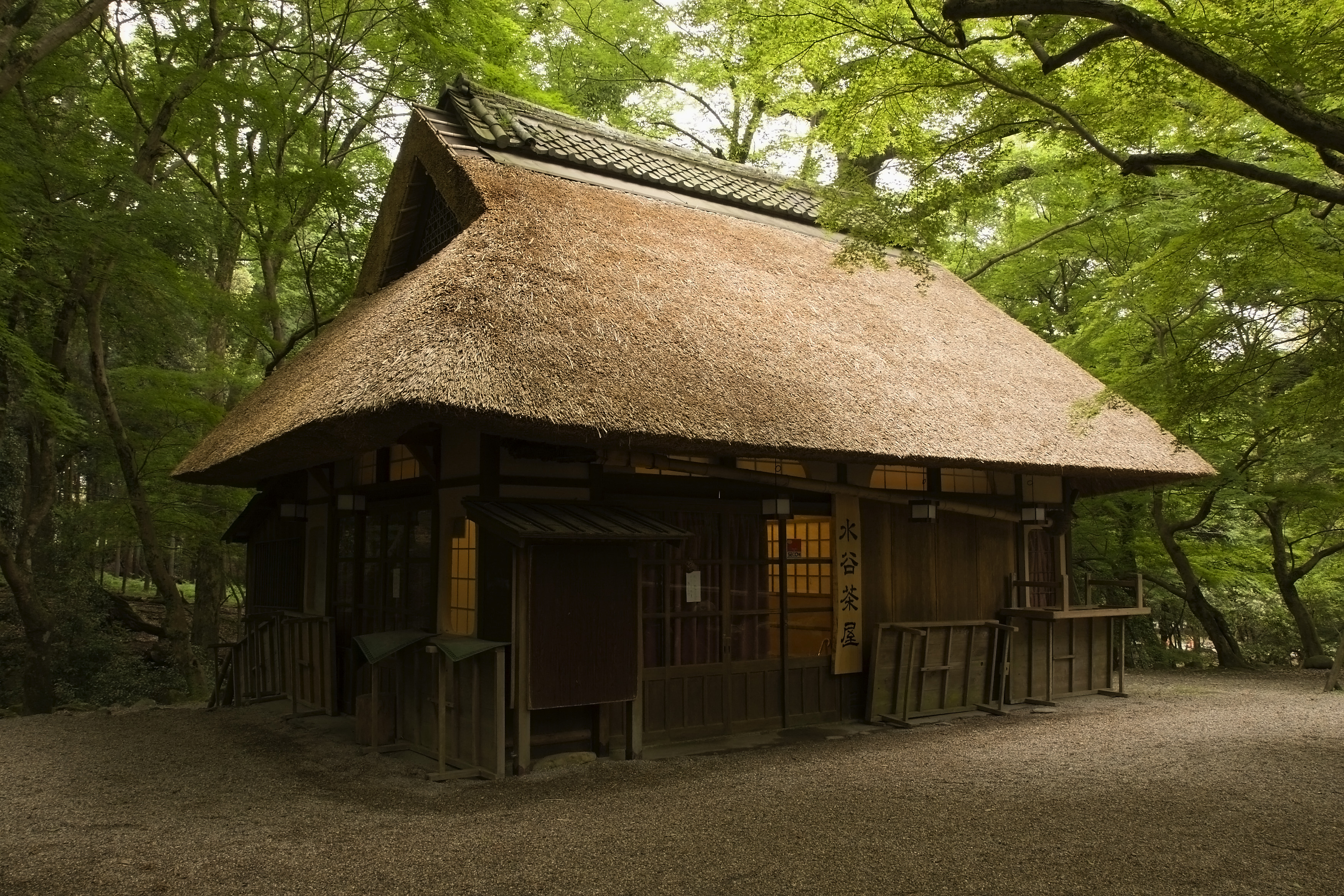
Dentro do parque existe um Chaya ou casa de chá japonesa tradicional, oferecendo chá e wagashi.

O Parque de Nara (奈良公園, Nara Kōen) é um parque público localizado na cidade de Nara, Nara, Japão, aos pés do Monte Wakakusa, fundado em 1880. Administrativamente, o parque está sob o controle da província de Nara. O parque é um dos "Locais de Beleza Cênica" designados pelo Ministério da Educação, Cultura, Desporto, Ciência e Tecnologia do Japão (MEXT). Mais de 1 200 cervos shika (シカ ou 鹿 shika) que andam livremente ao redor do parque também estão sob a designação do MEXT, classificados como tesouro nacional. Embora o tamanho oficial do parque é de cerca de 520 hectares, a área incluindo os terrenos do Tōdai-ji, Kofuku-ji, e Kasuga-taisha, que estão na margem ou são cercados pelo Parque de Nara, tem por volta de 660 ha.
Serviços de Jinrikisha (人力車, ou riquixá) podem ser encontrados perto das entradas de locais populares como o Tōdai-ji ou Kōfuku-ji.
Embora o Parque de Nara seja geralmente associado com áreas amplas dos templos e do próprio parque, jardins que antes eram privados agora são abertos ao público. Esses jardins fazem uso das construções dos templos como recursos auxiliares de suas paisagens.
O parque abriga o Museu Nacional de Nara e o Todai-ji, onde a maior construção de madeira do mundo abriga uma estátua de 50’ de Buda.

## Cervos

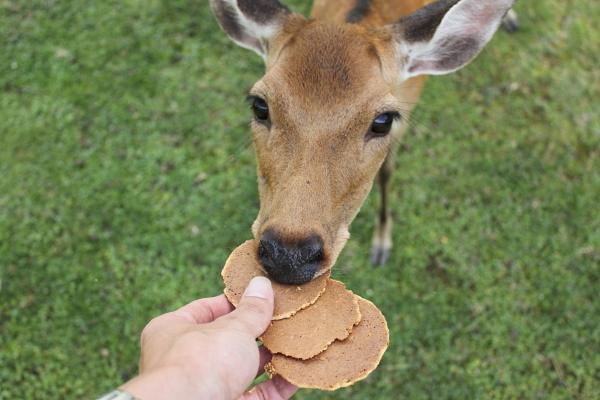
Cervos se aproximando de turistas

De acordo com o folclore local, os cervos desta área são considerados sagrados devido a uma visita de Takemikadzuchi-no-mikoto, um dos quatro deuses do Kasuga-taisha. Ele teria sido convidado de Kashima (Ibaraki), e aparecido no Monte Mikasa andando em um cervo branco. A partir desse momento, os cervos passaram a ser considerados divinos e sagrados tanto pelo Santuário de Kasuga como pelo Kōfuku-ji. Matar um desses cervos sagrados era uma ofensa capital punível com a morte até 1637, a última data registrada de uma violação dessa lei.
Após a Segunda Guerra Mundial, os cervos foram oficialmente retirados de seu status sagrado/divino, e foram designados como tesouros nacionais e protegidos como tais. Hoje, os visitantes podem adquirir "bolachas de cervos" (鹿煎餅 Shika-senbei) para alimentar os cervos no parque. Esses biscoitos são vendidos exclusivamente pela empresa WNOW.

## Na cultura popular
O álbum de 2014 This Is All Yours, do Alt-J, tem três faixas, "Arrival in Nara", "Nara" e "Leaving Nara" – há especulações de que isto ocorreu em homenagem ao parque.